# Annahita Zamanian
Annahita Zamanian, pers. آناهیتا زمانیان بختیاری (ur. 19 lutego 1998 w Londynie) – francuska piłkarka, grająca na pozycji pomocnika.

## Kariera piłkarska

### Kariera klubowa
Zamanian urodziła się w Londynie. Z rodzicami - ojcem Irańczykiem i francuską matką z Bretanii - przeniosła się do Szwecji, gdy miała cztery lata. Mimo że większość życia mieszka w Szwecji, nie ma szwedzkiego paszportu. Posiada obywatelstwo francuskie i angielskie. W 2016 roku rozpoczęła karierę piłkarską w barwach Kopparbergs/Göteborg. W 2018 przeniosła się do Paris Saint-Germain. 5 stycznia 2020 roku podpisała kontrakt z Juventusem.

### Kariera reprezentacyjna
W 2018 debiutowała w reprezentacji Francji U-20. W 2014 była powoływana do juniorskich reprezentacji U-17.

## Sukcesy i odznaczenia

### Sukcesy piłkarskie
Kopparbergs/Göteborg
- wicemistrz Szwecji: 2018

Paris Saint-Germain
- wicemistrz Francji: 2019

Juventus
- mistrz Włoch: 2019/20
- zdobywca Superpucharu Włoch: 2020